# Морея, Сара Элизабет
Сара Элизабет Морея (швед. Sara Elisabeth "Sara Lisa" Moraea, в замужестве von Linné; 1716—1806) — жена Карла Линнея, мать Карла Линнея младшего.

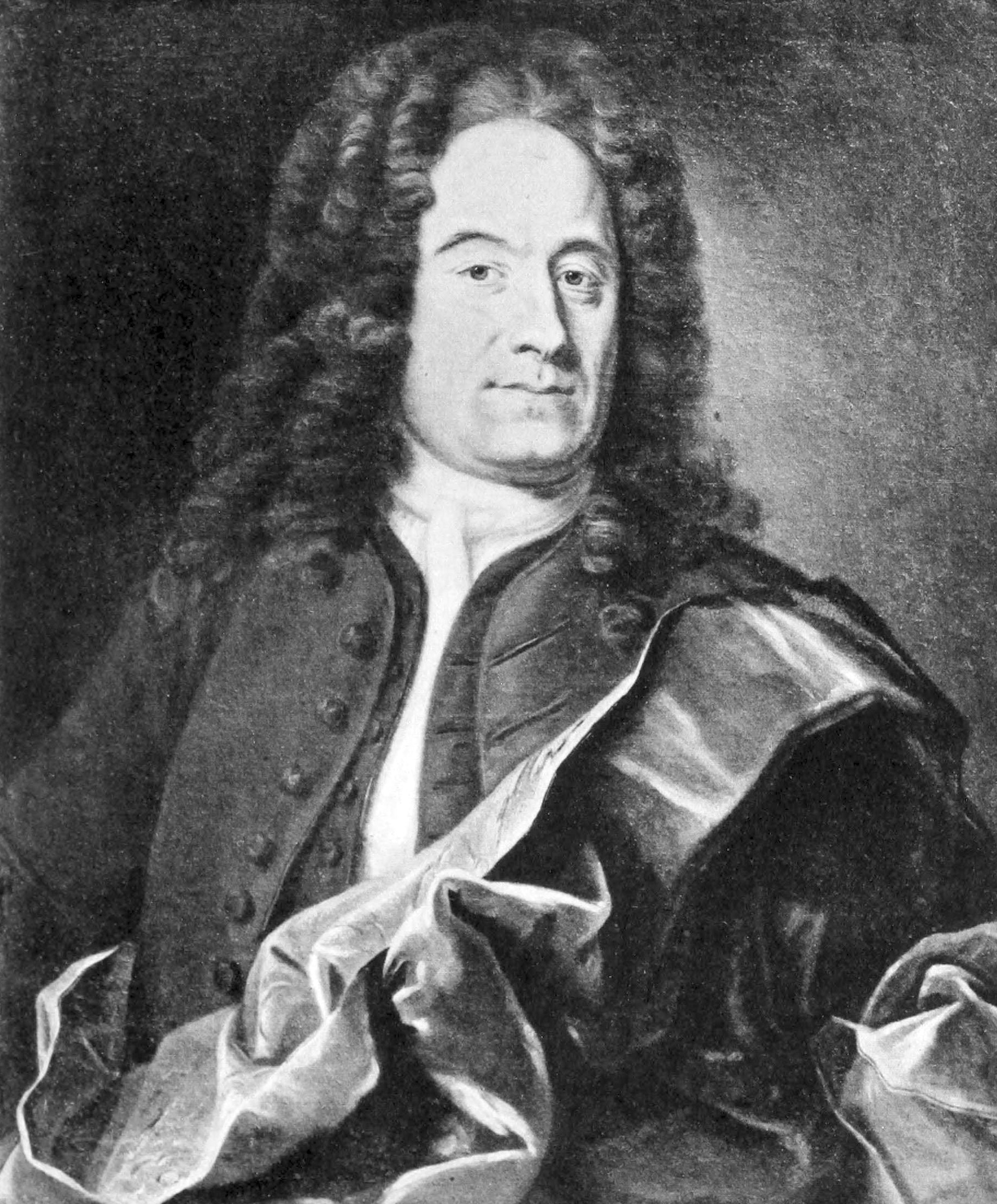
Юхан Мореус, отец Сары Элизабет

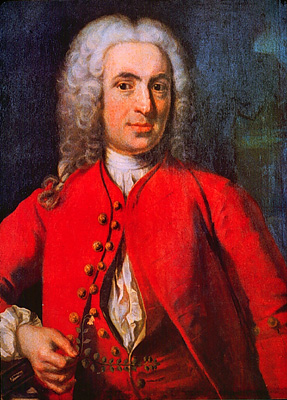
Карл Линней в костюме жениха (1739).
Картина шведского художника Юхана Шеффеля

## Биография
Родилась 26 апреля 1716 года в Фалуне в семье врача Юхана Мореуса (1672—1742), человека весьма состоятельного и образованного, и его жены Элизабет Хансдоттер (Elisabeth Hansdotter, 1691—1769). Оба её родителя были выходцами из богатых семей. Сара росла на ферме Сведена за пределами Фалуна, в семье было в общей сложности семь детей. Она окончила обычную школу.
В самом конце 1734 года, на Рождественских каникулах, в Фалуне с 18-летней Сарой Лизой познакомился Карл Линней (1707—1778), который со второй половины этого года жил в Фалуне, занимаясь преподаванием пробирного дела и минералогии, а также медицинской практикой. Уже через две недели после знакомства Линней сделал ей предложение. Как писал сам Линней в одной из автобиографий, ему «встретилась девушка, с которой он хотел бы жить и умереть. Полученное от неё 16 января „да“ было подтверждено её отцом 17 января…». В конце февраля 1735 года, незадолго до своего отъезда за границу, Линней с Сарой обручился (без проведения официальной церемонии, которую было решено отложить на три года).
Отец Сары Элизабет принял предложение с условием, что Карл до свадьбы уедет за границу и защитит докторскую диссертацию, чтобы обеспечить будущую семью.
Весной 1735 года Линней уехал в Голландию. Вернулся он оттуда в 1738 году. Поженились они 26 июня 1739 года, свадьба состоялась в доме, который в настоящее время известен как Svedens gård и является объектом всемирного наследия. Их брак современниками характеризовался как счастливый. В 1758 году Карл приобрел поместье Hammarby (ныне Linnés Hammarby). После смерти мужа Сара Элизабет управляла имением в течение 30 лет до конца своей жизни.
После смерти в 1783 году сына Карла-младшего, Сара Элизабет унаследовала множество книг, рукописей, гербарий и переписку Карла Линнея. Из-за финансовых проблем она была вынуждена продать бо́льшую часть из них — согласно завещанию мужа они должны были быть проданы тому, кто предложит самую высокую цену. Этим человеком стал англичанин Джеймс Эдвард Смит, который на основе этого приобретения стал одним из основателей Лондонского Линнеевского общества.
Сара Элизабет Морея умерла 20 апреля 1806 года и была похоронена рядом с мужем и сыном Карлом в Уппсальском соборе.

### Семья
У супругов было семеро детей, пятеро из которых дожили до совершеннолетия:
- Карл (1741—1783),
- Элизабет Кристина (1743—1782),
- Сара Магдалена (Sara Magdalena, 1744—1744),
- Ловиса (Lovisa, 1749—1839),
- Сара Кристина[швед.] (1751—1835),
- Юханнес (Johannes, 1754—1757),
- София (Sofia, 1757—1830).

## Память
- Именем Сара Элизабет названа одна из улиц в Kärringstan — жилом районе Энскедедалена[швед.].
- Сара Элизабет и Карл Линней являются главными героями сериала «Sara Lisa och Linné» Марии Бергстрём (Maria Bergström) и Никласа Йонссона (Niklas Jönsson).
- В телесериале «Linné och hans apostlar» (2004) роль Сары играет актриса Кэтрин Ханссон.